# 잉성
아이신 교로 잉성(愛新覺羅瀛生)은 중국의 학자이다. 만주족이며 명은 문봉(文蓬), 자는 영생(瀛生), 필명은 창잉성(常瀛生)과 안지(安吉)이다.

## 가계
잉성은 청대 12가 철모자왕의 하나인 순승군왕가(順承郡王家) 출신이다. 그의 아버지는 봉은장군(奉恩將軍) 창푸(長福)이며, 청이 멸망한 후 당시의 북양정부 주일(駐日) 영사관에서 근무했으며, 량치차오를 벗으로 삼고 황싱과도 의형제를 맺었다.
영생의 맏형 원쿠이(文葵)는 아들이 없는 순승질군왕(顺承質郡王) 눌륵혁(訥勒赫)의 대를 이은 순승군왕(順承郡王)이다. 사촌형 푸징보(傅京波)는 유명한 사회활동가이다.

## 생애
부친인 창푸가 일본에서 근무했기 때문에, 잉성은 1922년 요코하마에서 태어났다. 이듬해, 창푸는 간토 대지진 도중 난을 당해 사망했고 잉성의 모친도 상해를 입었다. 그 뒤 잉성은 일본의 모리타(森田) 집안에 양자로 거둬들여져 소년 시기에 일본에서 교육을 받았다. 1931년에 중일관계가 파탄나면서 잉성의 생모는 양부모와 상의하여 중국으로 데려가려 했다.
중국에 도착한 뒤, 잉성은 가훈을 계승하여 만주어를 익히기 시작했다. 처음에는 청말 만주어 학자이자 동광청어(同光淸語) 육현(六賢) 중 하나인 朴厚로부터 가르침을 받았고, 그 다음에 마찬가지로 동광청어의 육현 중 하나인 아커둔부(阿克敦布) 문하에서 16년 간 만주어를 배웠다. 1940년대 초, 만주어 번역 전문가인 커징즈(克敬之)를 따라 만주어 번역을 공부했다. 수 년 뒤, 저명한 언어학 전문가인 뤄창페이(羅常培)로부터 중국어 음운론과 서양 음성학을 배웠다.
1945년, 잉성은 일본 점령 하의 베이징대학 농학원을 졸업했다. 그 뒤 옌징대학 농과(農科) 조교를 맡았고, 중앙인민정부출판총서 편역국 편집장, 인민교육출판사 편집장, 베이징농업대학 강사, 고등교육출판사 농학편집실 주임 등을 직임했다.
1980년대에 베이징시 둥청구 제6기 정협(政協) 위원을 맡았다. 1985년에 베이징 만문서원(滿文書院) 고문으로 초빙됐다. 같은 해 중국국제광파출판사(中國國際廣播出版社) 고문을 지냈다. 1986년 민족출판사가 그를 특별 편집심의직으로 초빙했다. 같은 해 베이징시 민족사무위원회 추천으로 베이징시 당위원회 통전부의 승인을 받아 베이징시 문사연구관(文史硏究館) 관원으로 채용됐다.
2013년 5월 12일, 베이징에서 향년 91세로 사망했다.

## 저술
- 《中国大百科全书·生物学卷》, 中国大百科全书出版社 (1980년)
- 《日语常用词例解词典》, 外语教学与研究出版社 (1983년)
- 《满语基础讲义》, 民族出版社 (1988년)
- 《北京土话中的满语》, 北京燕山出版社 (1993년)
- 《京城旧俗》, 北京燕山出版社 (1998년)
- 《满语杂识》, 学苑出版社 (2004년)
- 《老北京与满族》, 学苑出版社 (2005년)